# Thrasya trinitensis
Thrasya trinitensis là một loài thực vật có hoa trong họ Hòa thảo. Loài này được Mez miêu tả khoa học đầu tiên năm 1918.